# Karin Oberhofer
Karin Oberhofer (n. 3 noiembrie 1985, Bressanone, Trentino-Tirolul de Sud, Italia) este o biatlonistă ce a reprezentat Italia, medaliată olimpică. A participat la 2 ediții ale Jocurilor Olimpice (2010, 2014) în care a câștigat o medalie de bronz.